# Numéro de téléphone

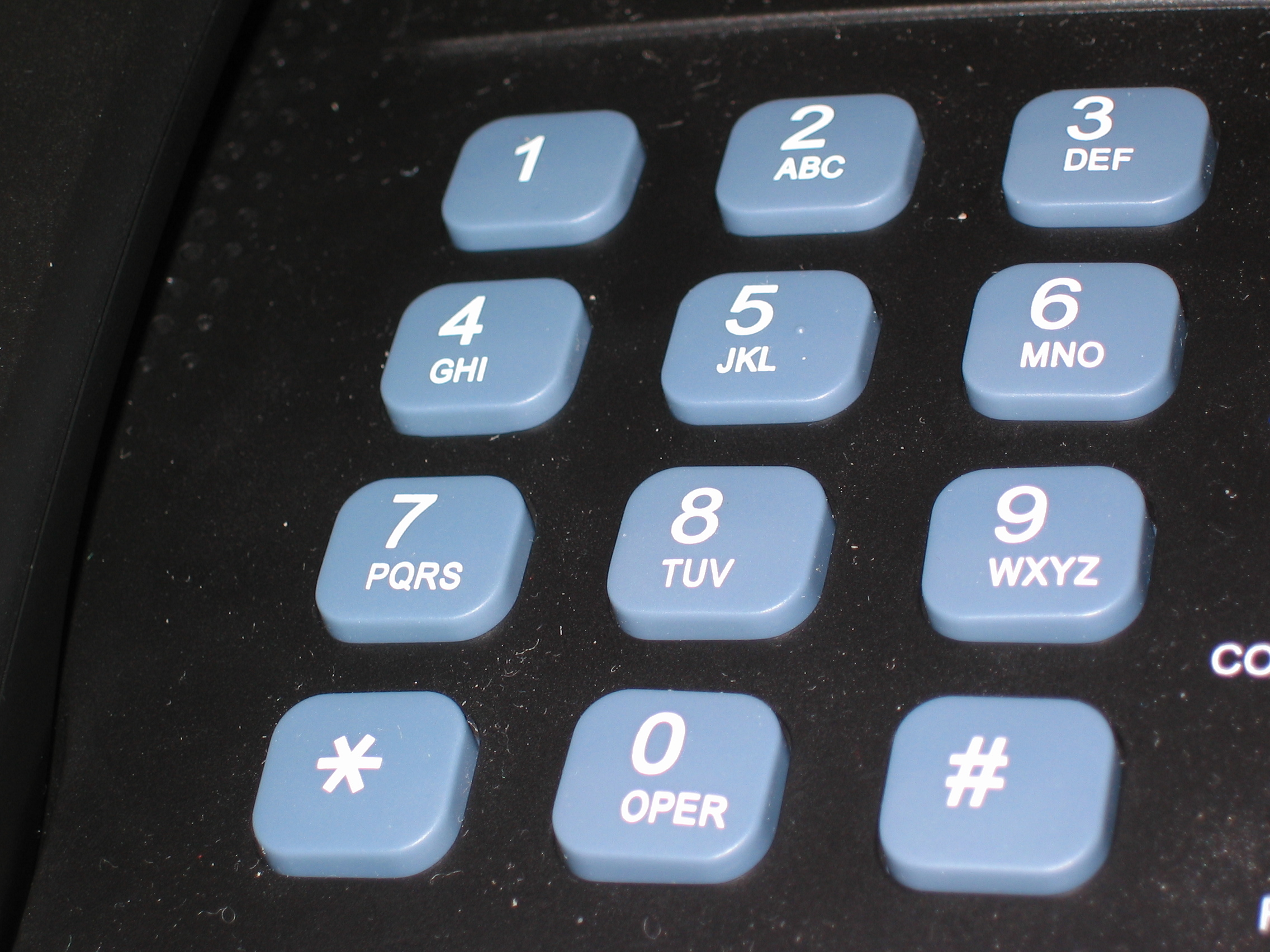
Pavé de numérotation téléphonique

Un numéro de téléphone est une suite de chiffres ou parfois de lettres (selon les pays), qui identifie de façon unique un terminal au sein d'un réseau téléphonique, et qu'un appelant doit composer sur son clavier pour pouvoir le joindre.
Leur structure est définie par un plan de numérotation propre à chaque pays. Pour appeler en dehors de son pays, il est nécessaire de faire une séquence indiquant que l'on souhaite sortir de son pays (généralement indiqué « + ») suivi de l'identifiant du pays de destination. De ce fait, chaque numéro de téléphone possède deux formats, l'un lorsque l'appel reste interne au pays, l'autre dit international permettant d'appeler depuis n'importe quel pays.
Les numéros de téléphone peuvent être recensés dans des annuaires imprimés ou électroniques.
La recommandation ITU E.164 décrit les procédures de numérotation par préfixe international, inter-urbain et numéro national.

## Numéros de téléphone spéciaux

### Numéro de téléphone sans frais
Un numéro sans frais est un numéro de téléphone qu'une personne peut composer gratuitement parce que le destinataire a accepté à l'avance de payer les frais de la communication.
Un numéro sans frais est identifié par un préfixe de numérotation similaire à un indicatif régional. Par exemple, au Canada et aux États-Unis, le préfixe 800 indique qu'un numéro de téléphone est un numéro sans frais ; ainsi le numéro 800-123-1234 est un numéro sans frais. En France, ce type de numéro est aussi appelé Numéro Vert et concerne certains numéros en 08 (0800 à 0805).

### Numéro de téléphone personnalisé
Un numéro personnalisé (aussi appelé numéro de prestige ou numéro mnémonique) est un numéro de téléphone local ou sans frais facilement mémorisé. Un tel numéro peut être utilisé très efficacement dans du matériel publicitaire et peut représenter un avantage compétitif important pour une entreprise.
Bien que plusieurs numéros personnalisés contiennent des mots que l'on peut signaler en composant les chiffres correspondant aux lettres sur un combiné de téléphone (comme 1-800-flowers, 1-800-taxicab ou 1-800-battery), les numéros personnalisés peuvent être complètement numériques avec des séquences de chiffres faciles à mémoriser (comme 444-4444 ou 444-1234).

## Les structures des numéros de téléphone par pays (de A à Z)
Légende : + = préfixe international (011 en Amérique du Nord, 00 dans la plupart des pays européens), c = Chiffre, l = Lettre [x, z voire a, etc. : non défini(s)]

### A
- Afghanistan : +93 cc ccc cccc
- Afrique du Sud : +27 cc ccc cc cc
- Albanie : +355 cccc cccc
- Algérie : +213, depuis 2008, il y a 10 chiffres dans un numéro au lieu de 9 chiffres. Les nouveaux numéros ont 10 chiffres et les anciens se voient ajouter un 7 juste après le zéro pour l'opérateur Djeezy, un 5 pour l'opérateur Ooredoo (anciennement Nedjma) et un 6 pour Mobilis, pour les fixes rien n'a changé.
- Allemagne : +49 + code régional (ex. : pour Berlin, 30) Pour les mobiles +49 1cc ccc cc ccc
- Argentine :

Depuis l'international : fixe +54 + (code régional sans 0) + . ... - ....; Mobile +54 + (9 + code régional sans 0) + . ... - ....
Depuis l'Argentine : fixe (code régional si n'est pas la même région) + . ... - .... ; mobile (code régional ou 15 si même région) + . ... - ....
- Australie : les codes régionaux commencent par 0x cccc cccc pour les téléphones fixes (x = 2, 3, 7 ou 8) et 04.. ccc ccc pour les cellulaires (les deux chiffres suivant 04 étant liés à la compagnie de téléphonie cellulaire qui a initialement délivré le numéro) a l'intérieur du pays. Depuis l'international il est nécessaire de remplacer le premier 0 par le code du pays +61. Ainsi, un numéro fixe écrit habituellement 0x cccc cccc se composera +61 x cccc cccc depuis l'international et un numéro de téléphone cellulaire écrit habituellement 04.. ccc ccc se composera +61 4.. ccc ccc depuis l'international.
- Autriche : +43 c ccc ccc

### B
- Belgique :

Format national 9 chiffres : 0z(z) cc cc cc ou 0z ccc cc cc
Format international : +32 z(z) cc cc cc ou +32 z ccc cc cc
Le premier chiffre dans le format national est toujours le zéro.
Il faut toujours composer l'indicatif de zone (z ou zz, soit à un ou deux chiffres). L'indicatif de zone fait le plus souvent 2 chiffres, excepté dans les grandes agglomérations où l'on est passé à 1 chiffre. (Bruxelles : 2, Anvers : 3, Liège : 4, Gand : 9). Les 070 et 078 ne sont pas utilisés pour des zones, mais pour des numéros spéciaux à bas prix (078 prix d'un appel local, 070 = 0,30 €/min), seul le 071 concerne bien une zone géographique.
GSM (national) 10 chiffres : de 045c cc cc cc à 049c cc cc cc
GSM (international) : de +32 45c cc cc cc à +32 49c cc cc cc
À l'heure actuelle, il n'est plus possible de déterminer l'opérateur à l'aide du numéro de téléphone portable (les numéros peuvent être portés chez un autre opérateur). Auparavant, les numéros étaient rattachés aux différents opérateurs comme suit : 049c = Orange, 047c = Proximus, 048c = Base.
Numéro gratuit : 0800/
Numéro payant a minimum 1 €/min : 090c/
- Bénin : +229 cc cc cc cc

Pour appeler une ligne fixe à l'intérieur du pays, le format est : 2c cc cc cc
La numérotation des téléphones mobiles dépend des opérateurs et ne suit pas un ordre prédéfini ou préétabli mais grâce aux 2 premiers chiffres (cc cc cc cc), on peut savoir auprès de quel opérateur s'est abonné le propriétaire du numéro.
- Biélorussie : +375 cc ccc cc cc
- Brésil : +55 cc cccc-cccc

### C
- Cambodge : +855 cc ccc ccc
- Cameroun : + 237 ccc cc cc cc
  - Téléphones fixes :
    - Format national : 2cc cc cc cc.
    - Format international : +237 2cc cc cc cc

  - Téléphones mobiles :
    - Format national : 6cc cc cc cc
    - Format International : +237 6cc cc cc cc
- Canada :

Format national : rrr-ccc-cccc (rrr = code régional)
Format international : +1 rrr-ccc-cccc
Description format : rrr = code régional ; ccc-cccc = numéro local
Codes sans frais : 800, 866, 877, 888, 855
Codes de services payants tarifés à la minute ou à l'appel : commençant par le chiffre 9 (9.., par exemple : 900, 976)
Pour la liste des indicatifs régionaux et la région couverte par chacun, voir l'article Liste des indicatifs régionaux canadiens
- Cap-Vert :
  - Format national
    - Téléphones fixes : 2cc cc cc
    - Téléphones mobiles : 9cc cc cc ou 5cc cc cc

  - Format international : +238 ccc cc cc

- Chili : +56 ccc ccc ccc

- Chine
  - Chine continentale :
    - Téléphones fixes : (. = chiffre de l'indicatif téléphonique en chine)
      - +86.- -.cccc.cccc (Ce format est utilisé à Pékin[- - = 10], Canton[- - = 20], Shanghai[- - = 21], Tianjin[- - = 22], Chongqing[- - = 23], Shenyan[- - = 24], Nankin[- - = 25], Wuhan[- - = 27], Chengdu[- - = 28] et Xi'an[- - = 29]
      - +86.- - -.cccc.cccc (Pour les autres villes centrales, par exemple Hangzhou[- - - = 571])
      - +86.- - -.ccc.cccc (Pour les autres villes, par exemple Xiamen[- - - = 592])

    - Téléphones mobiles : +86.1cc.cc.cc.cc.cc

  - Hong Kong : +852.cc.cc.cc.cc
  - Macao : +853.28.cc.cc.cc pour les téléphones fixes, et +853.6c.cc.cc.cc pour les téléphones portables

- Taïwan - République de Chine (Taïwan) :
- Côte d'Ivoire : +225 cc.cc.cc.cc
- Croatie : +385 c cc ccccc

### D
- Danemark : +45 cc cc cc cc

### E
- Espagne :
  - Format international : +34 ccc.cc.cc.cc - pour les mobiles espagnols : +34 6cc.ccc.ccc
  - Format national : ccc.cc.cc.cc - pour les mobiles espagnols : 6cc.ccc.ccc
- Estonie : les numéros de téléphones fixes et mobiles peuvent varier entre cinq et huit chiffres et ont changé de longueur (les numéros de Tallinn sont passés de 6 à 7 chiffres) en 2000[3] ; il n'y a pas de règle universelle.
  - Format pour les numéros attribués à Tallinn : +372 6 ccc ccc +372 6cc cccc (en fonction de technique mnémonique)
  - Format pour les autres fixes du pays : +372 cc cccc +372 c ccc ccc +372 ccc cccc
  - Format pour les premiers numéros mobiles : +372 5cc cccc
  - Format pour les nouveaux numéros mobiles : +372 5c ccc ccc +372 5ccc cccc
- États-Unis : +1 (ccc) ccc-cccc
- Égypte : +20 cc cc cc cc
- Érythrée : +291 ccc cc cc cc

### F
- Finlande : +358 cc ccc cccc
- France
France métropolitaine : +33 c cc cc cc cc ou 0c cc cc cc cc (format national)

Depuis le 18 octobre 1996, le plan de numérotation en France métropolitaine est basé sur une numérotation nationale à 10 chiffres permettant de géolocaliser un abonné fixe.

  - Guadeloupe : +590 590 cc cc cc ou 0590 cc cc cc (format national)
  - Martinique : +596 596 cc cc cc ou 0596 cc cc cc (format national)
  - Guyane : +594 594 cc cc cc ou 0594 cc cc cc (format national)
  - Réunion et Mayotte : +262 262 cc cc cc ou 0262 cc cc cc (format national)
  - Nouvelle-Calédonie +687

Les numéros de téléphonie fixe métropolitain commencent généralement par « 01 », « 02 », « 03 », « 04 » ou « 05 », selon les zones géographiques. Exemple : 01 23 45 67 89, soit +33 1 23 45 67 89 au format international.

Les numéros commençant par « 09 » sont des numéros fixes dits « box » (VoIP), attribués aux abonnés ayant un accès internet incluant une offre dite triple-play ou quadruple-play. Ces numéros ne sont pas géolocalisables.

Les opérateurs de téléphonie mobile métropolitain, attribuent des numéros commençant par « 06 » ou « 07 » et comportant 10 chiffres. Dans les départements d'outre-mer les numéros commencent par « 06.. ».

### H
- Haïti : +509 cccc cccc
- Hongrie :
  - Format national :
    - Capitale du pays : 06 1 ccc cccc
    - Reste du pays : 06 cc ccc ccc
    - Téléphones mobiles : 06 20|30|70 ccc cccc

  - Format international :
    - Capitale du pays : +36 1 ccc cccc
    - Reste du pays : +36 cc ccc ccc
    - Téléphone mobile : +36 20|30|70 ccc cccc

### I
- Inde : +91 (cc) cc cc cc cc
- Iran : +98 (cc) cc cc cc cc
- Israël :
  - Téléphones fixes
    - Format national : (0c) ccc cccc
    - Format international : +972 c ccc cccc

  - Téléphones VOIP
    - Format national : 07 cccc cccc
    - Format International : +972 7 cccc cccc

  - Téléphones mobiles :
    - Format national : 05 cccc cccc
    - Format International : +972 5 cccc cccc

- Italie :
  - Téléphones fixes :
    - Format national : 0C cccc cccc
    - Format international : +39 0c cccc cccc

  - Téléphones mobiles :
    - Format national : 3cc ccc cccc
    - Format International : +39 3cc ccc cccc

### J
- Japon : +81 c cccc cccc
- Jordanie : +962 c ccc cc cc

### K
- Kenya : +254

### L
- Lettonie : +371 cccc cccc
- Liban : +961 c cc cc cc

Format national : 0c ccc ccc (fixe) ou 03 ccc ccc (mobile) ou 70 ccc ccc (mobile)
Format international : +961 c ccc ccc (fixe) ou +961 3 ccc ccc (mobile) ou +961 70 ccc ccc (mobile)
- Liechtenstein : +423
- Luxembourg : +352 cc cc cc

Format national : c cccc ou cccc cccc ou cc cccc, où le premier bloc de chiffres indique la zone géographique du numéro.
Format international : +352 cc cccc ou +352 cccc cccc ou +352 c cccc
Téléphonie mobile : 6.1 ccc ccc (national) ou +352 6.1 ccc ccc (international), où "." peut valoir 2, 6 ou 9. Le numéro fait toujours 9 chiffres (national).

### M
- Macédoine du Nord : +389 c ccc cccc
- Madagascar :

Le format international de numérotation est le suivant : +261 a .......
261 = indicatif de pays
a = code opérateur, à un ou deux chiffre(s)
....... =	numéro d'abonné
- - Opérateur historique (Telma)
    - Antananarivo : +261 202 & 204
    - Toamasina : +261 205
    - Mahajanga : +261 206
    - Fianarantsoa : +261 207
    - Antsiranana : +261 208
    - Toliara : +261 209

  - Opérateurs mobiles
    - Intercel (ex-Telecel) : +261 30
    - Orange Antaris : +261 32
    - Celtel Madacom : +261 33
    - Telma : +261 34

De l'extérieur, pour appeler un abonné, les demandeurs devront donc composer l'indicatif de pays de Madagascar (261) suivi du code de l'opérateur (A) et du numéro d'abonné (sept chiffres).
- Malaisie : +60
- Mali : + 223 cc cc cc cc

Opérateur mobile malitel 6c cc cc cc
Opérateur mobile Orange 7c cc cc cc ou 9c cc cc cc
- Maroc :

Opérateur historique (Maroc Telecom)
- Format international

Fixes +212 5 cc cc cc cc
Mobiles: : +212 6 cc cc cc cc ou +212 7 cc cc cc cc
- Format national

Fixes : 05 cc cc cc cc
Mobiles: 06 cc cc cc cc  ou 07 cc cc cc cc
- Maurice +230
  - Fixes ccc cc cc (7 chiffres ex. : 797 95 17)
  - Portables 5ccc cc cc (Depuis le 1er septembre : 8 chiffres ex. : 5797 95 17)

Pour l'instant seul le numéro "5" est actif pour les numéro à 8 chiffres
- Mexique : +52 (cc) cc cc cc cc
- Monaco : +377 cc cc cc cc
- Monténégro : +382 cc ccc ccc

### N
- Niger : +227 cc cc cc cc
- Norvège : +47 cc cc cc cc
- Nouvelle-Zélande : +64 c ccc cc cc

### P
- Pakistan : +92 (cc) ccc cc cc
- Pérou : +51(c) ccc ccc ccc
- Pays-Bas : (0cc) ccc cc cc ou +31 cc ccc cc cc
- Pologne : +48 cc ccc cc cc
- Portugal :

Format national : ccc ccc ccc
Format international : +351 ccc ccc ccc
Pour la liste des indicatifs régionaux et le territoire couvert par chacun, voir l'article Liste des indicatifs régionaux portugais
Numéros spéciaux
800 ccc ccc numéro vert (appel gratuit)
808 ccc ccc numéro bleu (coût d'un appel local)
7CC ccc ccc numéros divers (concours télé, entreprises, jeux, dons, etc.)

### R
- République du Congo : +242********
- République démocratique du Congo : +243*********
- Roumanie :

Pour appeler la Roumanie, on utilise l'indicatif +40 (ex: +40 21 123 45 67). Les numéros commençant par 07 sont pour les services mobiles : 070, 071, 072, 073, 074, 075, 076, 077
- Royaume-Uni :

Indicatif international pour appeler le Royaume-Uni : +44
Le système de numérotation du Royaume-Uni était prévu pour faciliter la mémorisation avec de très nombreux systèmes alliant lettres et chiffres.
Jamais vraiment abandonné, le système de numérotation anglais est difficile à comprendre :
Indicatifs géographiques de différentes longueurs (et liés aux lettres des anciens téléphones)
Numéro d'abonnés par zone de tailles variables suivant le nombre d'habitants...
Les numéros en 07 sont pour les services mobiles :
071 072 073 074 075 et 077 078 079 pour les téléphones portables, 076 pour les pagineurs.
Le préfixe 070 est aussi pour les mobiles personnels mais doit être remplacé par le préfixe 06 dans les prochaines années.
- Russie :

Indicatif international pour appeler la Russie : +7
Format local de 3 à 7 chiffres, précédé pour les appels interurbains d'un code de zone tel que l'ensemble des deux compte 10 chiffres.
Ex. :
Moscou : code interurbain 495, numéro local ...-..-.., numéro complet 495-...-..-.. ;
Salmi (Carélie) : code interurbain 814-3325, numéro local ..., numéro complet 814-3325-...
Numérotation interurbaine : 8, suivi d'une tonalité spécifique (indiquée par ~).
Ex. pour appeler en interurbain les deux numéros ci-dessus : 8~495-...-..-.. ou 8~814-3325-...
Appels internationaux : 8~10+numéro international.
Ex. pour un mobile en 06 en France : 8~10+33-6-..-..-..-..
Choix direct d'opérateur alternatif en intercalant deux chiffres après le 8.
Ex. pour l'opérateur Arktel, qui a pour indicatifs interurbain 21 et international 26 (avec les deux numéros de l'exemple initial) :
Interurbain : 8~21-495-...-..-.. ou 8~21-814-3325-... ;
International 8~26+33-6-..-..-..-..

### S
- Sénégal : +221[33|70|77|76|88]....... les préfixes dépendent de l'opérateur. Pour les fixes, on a 33 pour orange et 30 pour expresso ; pour les mobiles, on a 77 et 78 pour orange; tigo 76, expresso 70 (mobile expresso), et les serveurs vocaux 88.
- Serbie : +381 cc ccc cc cc
- Singapour : +65 cc cc cc cc
- Slovaquie : +421 ccc cccccc
- Sri Lanka : +94 cc ccc cc cc
- Suède : +46 c cc cc ccc
- Suisse : +41 cc ccc cc cc
  - Format national : 0cc ccc cc cc
  - Format international : +41 cc ccc cc cc
  - Les numéros de téléphones portables commencent par : 075 (en 2014), 076, 077, 078 ou 079 selon l'opérateur téléphonique.
  - Avant la mise en place de la portabilité inter-opérateur, il était possible, à partir d'un numéro de téléphone portable en connaissant les 3 premiers chiffres de savoir si ce numéro était celui d'un abonné de tel ou tel opérateur, à savoir 079 pour Swisscom, 078 pour Salt et 076 pour Sunrise.

### T
- Togo : +228 [22/9.] .. .. .. Les préfixes dépendent de l'opérateur. Pour les numéros de téléphone fixe, ils commencent par 22 ; pour Moov on a 99, 98, 97 et 96 ; pour TOGOCEL on a 90, 91, 92, 93.
- République tchèque : +420 ccc ccc ccc
- Tunisie : +216 cc ccc ccc
- Turquie : +90 ccc ccc cccc
- Tchad : +235 [22/66/99/77]...... Les préfixes dépendent de l'opérateur. Pour les numéros de téléphone fixe, on a 22 ; pour Zain, on a 66 ; pour Tigo, on a 99 et pour Salam on a 77.

### V
- Venezuela : +58 ccc ccc cc cc